# 巴爾什 (羅馬尼亞)
巴爾什是羅馬尼亞的城鎮，位於該國南部奧爾特河右岸，距離首府斯拉蒂納22公里，由奧爾特縣負責管轄，面積31.53平方公里，海拔高度129米，2009年人口21,034，大多數居民信奉東正教。